# Defended Desire
Defended Desire è il primo singolo del gruppo musicale power metal giapponese Aldious. È stato pubblicato il 7 luglio del 2010 dalla casa discografica Wint. La versione del brano presente nel singolo è diversa da quella presente nell'album Determination.

## Tracce
1. Defended Desire – 4:11
2. 灰の雪 – 4:31
3. Ultimate Melodious – 4:47
4. Defended Desire (Instrumental) – 4:13